# 御坊町
御坊町（ごぼうちょう）は、和歌山県日高郡にあった町。現在の御坊市の中心部、日高川の右岸にあたる。本項では町制前の名称である御坊村（ごぼうむら）についても述べる。

## 地理
- 河川：日高川

## 歴史
- 1889年（明治22年）4月1日 - 町村制の施行により、御坊村・薗浦・名屋浦・島村の区域をもって御坊村が発足。
- 1897年（明治30年）2月1日 - 御坊村が町制施行して御坊町となる。
- 1954年（昭和29年）4月1日 - 湯川村・藤田村・野口村・名田村・塩屋村と合併して御坊市が発足。同日御坊町廃止。

## 町政
行政区は御坊、名屋、島薗。町長は以下の通りである。

### 町長
- 内海九一郎[1]
- 塩路彦右衛門[1]
- 塩崎元左衛門[1]
- 松井智信[1]
- 津村佐右衛門[1]
- 小竹佐兵衛[1]
- 塩路彦七[1]
- 白井藤楠[1]
- 南伝一郎[1]

## 経済

### 産業
1930年に刊行された『市町村治績録 改訂第2版』によると、産物は農産152334円、林産51712円、水産4325円、工産5985612円。
農業
土地は田153町1反、畑17町。『大日本篤農家名鑑』によれば、御坊町の篤農家は澤村、岩橋、川口姓の人物がいた。
企業
- 日高銀行[1]
- 日出紡織[1]
- 旭セメント[1]
- 日高水力電気[1]

## 人口
1930年に刊行された『市町村治績録 改訂第2版』によると、戸数2115、人口10943。

## 施設
- 尋常高等小学校[1]
- 日高高等女学校[1]
- 日高中学校[1]
- 農林学校[1]
- 御坊警察署[1]
- 御坊区裁判所[1]
- 御坊郵便局[1]
- 御坊木材検査所[1]
- 税務署[1]
- 小竹八幡神社[1]

## 交通

### 鉄道路線
- 御坊臨港鉄道（現・紀州鉄道）
  - 御坊臨港鉄道線（現・紀州鉄道線）
    - 紀伊御坊駅 - 西御坊駅 - 日高川駅

現在は旧町域に市役所前駅が所在するが、当時は未開業。

### 道路
- 国道170号（現・国道42号）

## 出身・ゆかりのある人物
- 木下友三郎 - 司法官、教育者
- 小竹岩楠 - 実業家
- 津村秀松 - 経済学者、実業家
- 田渕豊吉（政治家） - 明治・大正・昭和期における政治家。
- 二階俊太郎（実業家、政治家） - 和歌山県会議員。住所が御坊薗[3]。
- 二階俊博（政治家） - 衆議院議員（自由民主党）。